# Lúcio Cardim
Lúcio Cardim (Santos, 7 de junho de 1932 – São Paulo, 3 de junho de 1982) foi um compositor e cantor brasileiro.
Seu primeiro e único LP, Obra-prima, foi lançado em 1978, com destaque para as músicas "Ela Sorri", "Eta, Dor de Cotovelo", "Matriz ou Filial", "Tiro Minha Vida" e "Somos no Jornal do Brasil".
Sucesso na noite paulistana, Lúcio tinha sua composição mais famosa, "Matriz ou Filial" — gravada por Jamelão, Simone, Ângela Maria, Nora Ney e Cauby Peixoto, entre outros — frequentemente atribuída a Lupicínio Rodrigues, devido ao estilo "dor de cotovelo" da letra. O próprio Lupicínio, no entanto, elogiou a canção e afirmou que gostaria de tê-la escrito.
Além dos intérpretes citados acima, "Matriz e Filial" também foi gravada por Waleska, Richard Clayderman, Chitãozinho & Xororó, Adílson Ramos, Watusi, Silvinho da Portela, Rita Benneditto, Isaurinha Garcia, Orquestra Tabajara, Luiz Américo, Roberto Müller, Ary Sanches, Elymar Santos, Trio Irakitan, Nelson Gonçalves, etc.
Além de cantor e compositor, Lúcio foi também empresário — durante anos teve uma boate na av. Amaral Gurgel, região central de São Paulo, chamada Matriz ou Filial, em homenagem à sua canção mais famosa.